# Sierlijke slibanemoon
De sierlijke slibanemoon (Cylista elegans, taxonsynoniem Sagartia elegans) is een zeeanemonensoort uit de familie Sagartiidae. Deze soort werd in 1848 als Actinia elegans voor het eerst wetenschappelijk beschreven door John Graham Dalyell. Deze soort wordt gevonden in kustgebieden van noordwest-Europa tot een diepte van 50 meter.

## Beschrijving
Deze zeeanemoon heeft een nauw aanhangende basis. De kolom is niet verdeeld in gebieden en heeft talrijke uitlopers, die verschijnen als bleke vlekken, aanwezig op het bovenste gedeelte. De tentakels zijn matig lang, niet meer dan ongeveer 200. Acontia (draadachtige weefselstructuren) worden gemakkelijk uitgestoten. Grootte tot 30 mm over de basis. Kleur zeer variabel: kolom kan rood, bruin, oranje, groenachtig of witachtig zijn.
Op de Europese kust zijn vijf kleurvariëteiten van de sierlijke slibanemoon bekend.
- Var. miniata: Mondschijf verschillend gekleurd en gedessineerd met gelijkaardige gekleurde tentakels, vaak gestreept.
- Var. rosea: Mondschijf in verschillende kleuren en patronen (witroze tot egaal bruinrood) en tentakels rozerood.
- Var. aurantiaca: Mondschijf grijs en tentakels dof oranje.
- Var. nivea: Mondschijf en tentakels doorschijnend egaal wit.
- Var. venusta: Mondschijf oranje of bleekgeel en tentakels wit met een bruine basis.

Andere, tussenliggende varianten komen voor en vaak heeft de centrale mondschijf een gestraald effect door afwisselend licht en donker gekleurde segmenten.

## Verspreiding
De sierlijke slibanemoon wordt gevonden in kustgebieden van de noordoostelijke Atlantische Oceaan van Scandinavië, IJsland en de Noordzee tot aan de Middellandse Zee in het zuiden. Het is gebruikelijk rond de kusten van de Britse Eilanden waar de vorm var. miniata de meest voorkomende is. In Nederland zijn deze dieren waargenomen in de mond van de Oosterschelde (Neeltje Jans), maar ook bij Den Helder, Texel, Terschelling, Zoutelande, Vlissingen en Westkapelle. In Nederland fluctueert de bevolking sterk, waarbij afname optreedt na strenge winters met koude zee-temperaturen. Aan de kust in grotten, poelen, enz., of sublitoraal tot ongeveer 50 m. Komt vaak in grote aggregaties voor, vooral in gebieden met sterke stroming.

## Biologie
De sierlijke slibanemoon is een alleseter, aaseter en roofdier. Het grootste deel van zijn voeding komt van de inname van kleine ongewervelde dieren die worden opgevangen door de tentakels en in de mond worden gestoken. De onverteerde fragmenten worden later via de mond uitgestoten.
De sierlijke slibanemoon reproduceert vaak aseksueel door overlangse deling, ook wel bekend als basale scheuring. Terwijl het over een rots-oppervlak kruipt, komen stukjes van de basis los en groeien ze uit tot nieuwe individuen. Hierdoor ontstaan dicht bij elkaar groepen zeeanemonen die identieke kleuren hebben.